# Glyphoglossus molossus
Glyphoglossus molossus ist eine Art der Froschlurche aus der Familie der Engmaulfrösche (Microhylidae). Unter den zahlreichen Unterfamilien dieser Familie zählt Glyphoglossus molossus zur Unterfamilie der Echten Engmaulfrösche (Microhylinae). Die Art wurde von Albert Günther in einer Veröffentlichung aus dem Jahr 1869 erstbeschrieben. Die Froschart ist in Südostasien verbreitet.

## Merkmale
Wie der wissenschaftliche Name Microhylidae nahelegt, handelt es sich bei den Arten dieser Familie um verhältnismäßig kleine Frösche. Das Typusexemplar von Glyphoglossus molossus war 5 Zentimeter groß und stammte aus der Gegend um Pegu im damaligen Burma, dem heutigen Myanmar.
Der Kopf ist kurz, das Maul ist sehr schmal. Die Augen sind klein, die Pupillen stehen senkrecht. Das Tympanum liegt verborgen. Ein Canthus rostralis kann äußerlich nicht festgestellt werden. Die Zunge ist lang, frei beweglich und durch eine tiefe Furche der Länge nach geteilt. Der fleischige Teil am Unterkiefer bildet eine dicke Falte, die halbkreisförmig wie eine Lippe nach unten hängt.
Die Gliedmaßen sind sehr kurz, der Körper massig, was zu der englischen Trivialbezeichnung Balloon Frog (deutsch: Ballonfrosch) geführt hat. Die Schwimmhäute zwischen den Zehen reichen bis an die Zehenspitzen. Der Mittelfußknochen trägt eine flache, schaufelförmige Erhöhung, die zum Graben dient.
Die Haut ist ledrig und glatt, höchstens sehr fein granuliert. Die Färbung des Rückens ist bräunlich oliv, die Flanken und Gliedmaßen sind mit Brauntönen marmoriert. Der Bauch und die Unterseiten der Extremitäten sind weißlich grau.

## Vorkommen
Das Verbreitungsgebiet von Glyphoglossus molossus reicht von Myanmar über Thailand und das südliche Laos nach Kambodscha und ins südliche Vietnam. Sein natürliches Habitat umfasst neben laubwechselnden subtropischen und tropischen Wäldern bis in 600 Metern Seehöhe auch Wälder im Flachland, feuchte Savannen und Augebiete entlang der Flüsse sowie auch abgeholzte frühere Waldgebiete.

## Lebensweise
Die Frösche sind Bodenbewohner und graben sich im Laub und in der feuchten Erde ein. Sie brüten in der Regenzeit in größeren temporären Gewässern wie Teichen und Gräben. Das Männchen umklammert das Weibchen im Amplexus und das Froschpaar taucht mehrmals unter die Wasseroberfläche, wo jedes Mal 200 bis 300 Eier vom Weibchen ins Wasser abgegeben und vom Männchen befruchtet werden. Der Tauchvorgang dauert rund sechs Sekunden, die Pause zwischen der Abgabe verschiedener Gelege ist fünf Sekunden lang.

## Gefährdung
In der Regenzeit werden die großen Frösche oft auf lokalen Märkten verkauft, wo sie ein beliebtes Nahrungsmittel für die Bevölkerung darstellen. Die großen Mengen, in denen die Frösche angeboten werden, deuten entweder darauf hin, dass Glyphoglossus molossus noch immer in großen Populationen vorkommt oder in der Brutzeit, wenn er leicht zu fangen ist, intensiv eingesammelt wird. Das könnte wesentlich zur Verringerung der Bestände beitragen. Weitere Gefährdungspotentiale bilden die Ausweitung der Siedlungsgebiete des Menschen und die Rodung der Wälder im Lebensraum der Frösche.

## Systematik
Lange Zeit wurde Glyphoglossus molossus schon wegen seiner äußeren Merkmale anderen Froscharten aus der Gruppe der Echten Engmaulfrösche gegenübergestellt und blieb der einzige Vertreter innerhalb seiner Gattung. Bei molekularbiologischen Studien im zweiten Jahrzehnt des 21. Jahrhunderts stellte sich jedoch heraus, dass sich Glyphoglossus molossus genetisch stets mitten in die Verwandtschaft der Gattung Calluella einordnen ließ, und zwar in die Nachbarschaft von Calluella guttulata und Calluella yunnanensis. Die Gattung Calluella musste dadurch als paraphyletisch angesehen und mit Glyphoglossus zusammengelegt werden. Der ältere Gattungsname Glyphoglossus wurde daher nach der Prioritätsregel auf die acht bis 2015 bekannten Calluella-Arten übertragen, sodass die Gattung zusammen mit ihrer Typusart Glyphoglossus molossus neun Arten umfasste. 